# Xã Fredenberg, Quận St. Louis, Minnesota
Xã Fredenberg (tiếng Anh: Fredenberg Township) là một xã thuộc quận St. Louis, tiểu bang Minnesota, Hoa Kỳ. Năm 2010, dân số của xã này là 1.337 người.